# سكان روسيا
سكان روسيا يدور حول الخصائص الديموغرافية للسكان في الاتحاد الروسي، ويشمل ذلك النمو السكاني، والكثافة السكانية وتكوينها العرقي ومستوى التعليم والصحة والوضع الاقتصادي وجوانب أخرى عن السكان.
بلغ عدد سكان روسيا 142,946,800 وفقا لنتائج تعداد عام 2010. بلغ عدد سكان روسيا في ذروته حوالي 148,689,000 في عام 1991 قبل انهيار الاتحاد السوفياتي، لكن بعد ذلك بدأت تنخفض بمعدل 0,5٪ سنويا نظرا لانخفاض معدلات المواليد وارتفاع معدلات الوفيات. الانخفاض بدأ في التباطؤ بشكل كبير في السنوات الأخيرة وسجلت روسيا في عام 2009 نمو سكاني للمرة الأولى منذ 15 عاما حيث وصل النمو إلى 23,300.
وفقا لتعداد عام 2010، تبلغ نسبة الروس 81٪ من مجموع السكان، في حين أن هناك ستة عرقيات رئيسية تتجاوز أعدادها المليون نسمة وهم; التتار (3.9 ٪) والأوكرانيين (1.4٪)، البشكيرية (1.1)، تشوفاش (1٪) والشيشان (1٪) والأرمن (0.9٪). من ما مجموعه 160 عرقية مختلفة تعيش على الأراضي الروسية ومن ضمنهم سكان البلاد الأصليون.
من المهم ملاحظة أنه في تعداد عام 2010، كان هناك ما يقرب من 6 ملايين نسمة (حوالي 4٪ من إجمالي عدد السكان.) لم يعرف أنتمائهم العرقي، مقابل المليون نسمة في تعداد عام 2002. هذا يرجع إلى حقيقة ان إحصاء هؤلاء الناس أخذ من قواعد البيانات الإدارية وليس مباشرة (أي تم حساب الاعداد بناءا على البيانات المتوفرة في الدولة ولم يتم عمل إحصائات ميدانية مباشرة)، وبالتالي كانت الدولة غير قادرة على تحديد انتمائهم العرقي. لذلك يتم حساب النسب المئوية المذكورة أعلاه من مجموع السكان الذي عرف عرقهم (أي انه تم تضمين السكان المعروف عرقهم ضمن النسب أعلاه ولم يتم تضمين نسب السكان الدين لم يعرف عرقهم حتى لو أن اعدادهم تجاوزت المليون).
الكثافة السكانية في روسيا تبلغ 8.4 نسمة لكل كيلومتر مربع (22 لكل ميل مربع)، مما يجعلها واحدة من أقل الدول كثافة سكانية في العالم ويرجع إلى حجم البلاد الكبير. هناك مفارقة ان السكان يتركزون في الجزء الأوروبي من البلاد مع أن الجزء الآسيوي أكبر حجما، يتركز السكان حول موسكو وسان بطرسبرغ، 74 ٪ من السكان يعيشون في المناطق الحضرية.